# Трайче Крстевський
Трайче Йованов Крстевський (3 грудня 1938, Велес - Скоп'є, 30 грудня 2017) - начальник Генерального штабу АРМ.

## Біографія
Крстевський народився 3 грудня 1938 року у Велесі. Початкову та середню школу закінчив у рідному місті. Потім у 1961 році закінчив Академію армії в Белграді. Продовжив освіту і в 1973 році закінчив командно-штабну школу в Белграді, а потім у 1980 році закінчив ШНОЙНУ. За свою військову кар’єру був командиром, від командира взводу, командира батальйону, командира бригади, начальника корпусу до начальника Генерального штабу АРМ. Його перші військові кроки в колишній Югославській народній армії були в казармах у Синь і Бенковац, де він працював з 1961 по 1970 роки. Завдяки відмінним результатам у 1966 році отримав звання капітана, перебуває на посаді югославського загону, направленого до місії ООН в Єгипті. 
У 1990 році склав іспит на звання генерал-майора і того ж року отримав звання. На момент розпаду Югославії служив у Республіці Хорватія.
Через відомі події 1991 року він залишив ЮНА і повернувся до Македонії, де долучився до процесу формування військових формувань підрозділів АРМ. Указом президента Македонії 1 квітня 1992 року призначений заступником начальника Генерального штабу. Трохи більше року по тому Указом № 15 від 10 листопада 1993 року Президент Республіки Македонія генерал-майор Трайче Крстевський, нинішній заступник начальника Генерального штабу АРМ, отримав звання генерал-підполковника. Через три роки Указом № 7 від 19 січня 1996 року президент Македонії присвоїв йому звання генерал-лейтенанта. Після цього Крстевський був керівником Генерального штабу АРМ у період з 22 січня 1996 року по 11 лютого 2000 року.
Через чотири роки він був звільнений з посади начальника Генерального штабу АРМ, що припинило його службу в нинішньому складі АРМ через 40 років страхового стажу та отримання права на особисту пенсію. Цим актом генерал-полковник Трайце Крстевський пішов у відставку та пішов у цивільне життя.
Помер у Скоп'є 30 грудня 2017 року.

## Військові звання
- Лейтенант (1961)
- Лейтенант (1964)
- Капітан (1966),
- достроково Капітан 1-го класу (1969)
- Майор (1974)
- Підполковник (1978)
- Полковник (1984)
- Генерал-майор (1990)
- Генерал-лейтенант (1993)
- Генерал-полковник (19 січня 1996)

## Нагороди
- Орден «За бойові заслуги» зі срібними мечами
- Орден «За бойові заслуги» із золотими мечами
- Орден Народної Армії зі срібною зіркою
- Орден Народної Армії із золотою зіркою
- Орден Братерства і Соборності зі срібним вінком
- Медаль за 20 років ЮНА
- Медаль за 30 років ЮНА
- Медаль 30 років перемоги над фашизмом
- Медаль за 40 років ЮНА
- Медаль ЮНІСЕФ для членів ЮНА під час Суецької війни в Єгипті